# Якуб Вейнлес
Якуб Вайнлес (1870, Старокостянтинів на Волині — 1938, Варшава) — польський художник, живописець єврейського походження, автор творів, присвячених переважно єврейським та релігійним жанрам, член Єврейського товариства сприяння образотворчому мистецтву.
Він навчався у класі малювання Войцеха Герсона та у 1990-х роках дев'ятнадцятого століття у Школі образотворчих мистецтв у Варшаві. Закінчив Мюнхенську академію мистецтв, навчаючись у майстернях Шимона Голлоші та К. Марра. 1898 року повернувся до Варшави.
Його дружиною була піаністка Луча, уроджена Кауфман, з якою у нього було дві дочки, також художниці: Францишка Темерсон та Марила (Марія) Вайнлес-Чайкін. Якуб Вайнлес похований на єврейському цвинтарі на вулиці Окопова у Варшаві, але його надгробок не зберігся.

## Вибрані твори

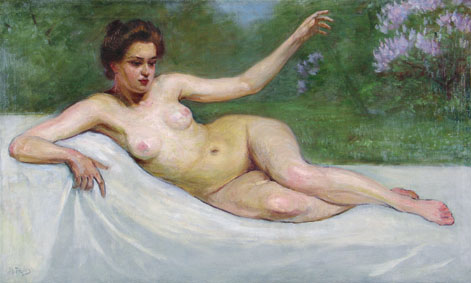
Гола
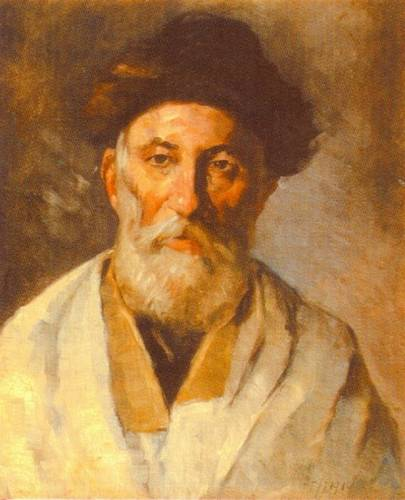
Портрет єврея
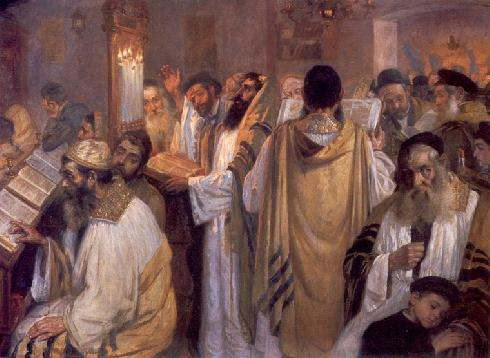
Євреї моляться на Йом Кіпур (у колекції Національного музею у Варшаві)